# فريدي ألفاريز
فريدي ألفاريز هو لاعب كرة قاعدة كوبي، ولد في 29 أبريل 1989 في Corralillo ‏ في كوبا.

## وصلات خارجية
- فريدي ألفاريز على موقعبيزبول رفرنس.كوم (الدوري الثانوي) (الإنجليزية)